# Comuna Zernove, Krasnohvardiiske
Zernove (în ucraineană Зернове) este o comună în raionul Krasnohvardiiske, Republica Autonomă Crimeea, Ucraina, formată din satele Novokaterînivka și Zernove (reședința).

## Demografie
Componența lingvistică a comunei Zernove
     Rusă (64,74%)
     Tătară crimeeană (21,87%)
     Ucraineană (11,54%)
     Alte limbi (0,53%)
Conform recensământului din 2001, majoritatea populației comunei Zernove era vorbitoare de rusă (64,74%), existând în minoritate și vorbitori de tătară crimeeană (21,87%) și ucraineană (11,54%).